# 에른스트게오르크 슈빌

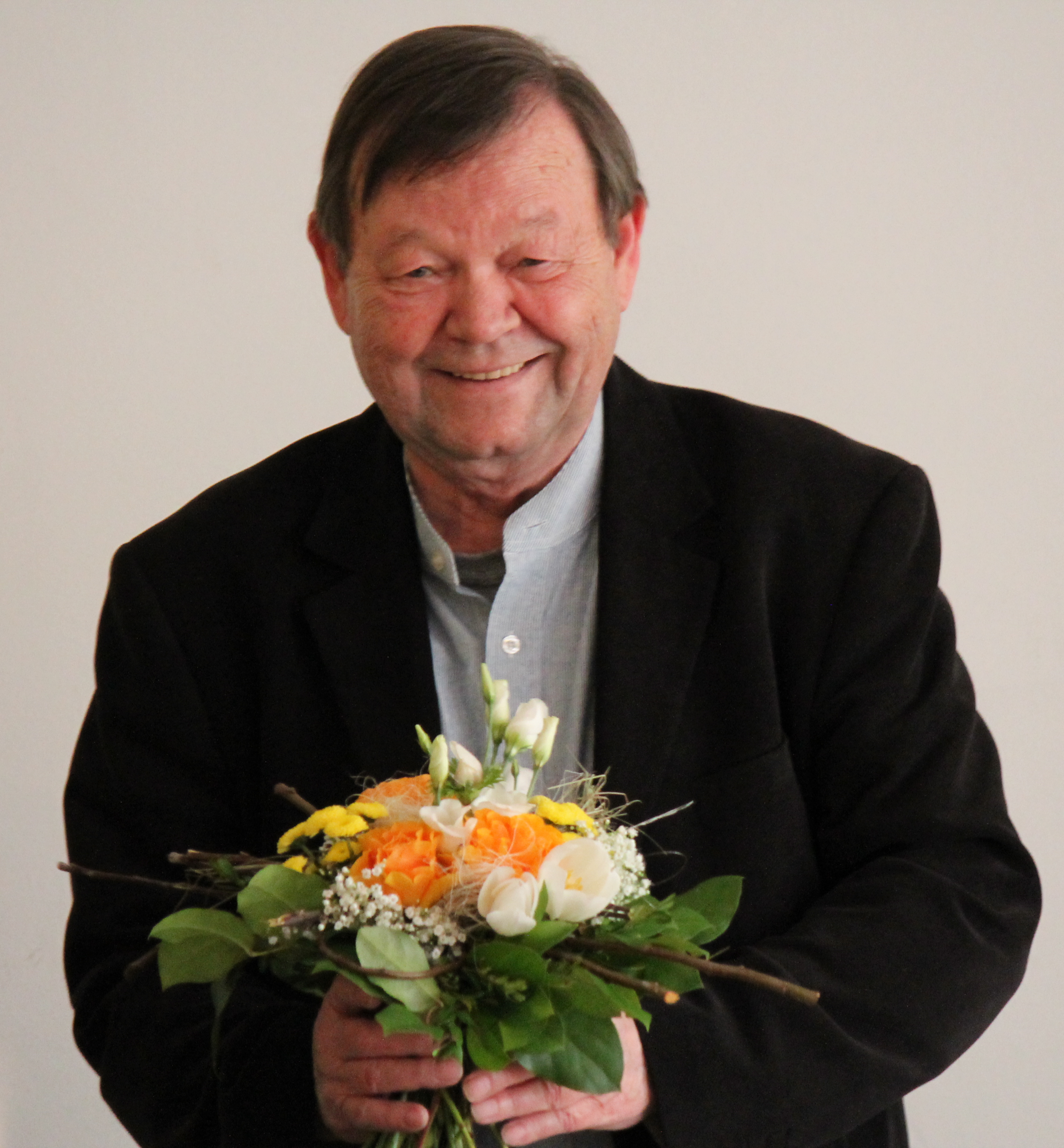

에른스트게오르크 슈빌(독일어: Ernst-Georg Schwill, 1939년 3월 30일 ~ 2020년 4월 9일)은 독일의 배우이다.
베를린에서 태어났으며 베를린에서 사망하였다.

## 영화
- 더 라스트 컴파트먼트  (2016년)
- 위기의 베를린 (2010년)
- 굿바이 레닌 (2003년)
- 방패와 칼 (1968년)
- 5개의 탄약통 (1960년)
- 데이 콜드 힘 아미고 (1958년)
- 베를린 - 쇤하우저 코너 (1957년)